# Remy Amador Presas
Remy Amador Presas (19. prosince 1936 Hiniragan, Filipíny - 28. srpna 2001) je zakladatel stylu Modern Arnis.
Narodil se jako potomek rodiny ze střední třídy obchodníkovi José B. Presasovi a jeho ženě Lucii Amador. Byl dvakrát ženatý. Poprvé s Rosemary Pascual Presas (s ní měl tři děti) Podruhé s Yvette Presas (dvě děti) Jeho dva mladší bratři Ernesto Presas a Roberto Presas a některé jeho děti (nejvíc jeho nejstarší syn Remy P. Presas) jsou stále aktivní v oblasti filipínských bojových umění.
Arnis se začal učit v šesti letech od svého dědečka. Ve čtrnácti letech od rodiny odešel, aby se mohl věnovat cvičení. Prošel města jako Cebu, Panay, Bohol nebo Layete. Později ve skromných podmínkách založil Remy tělocvičnu a svým učením dokázal vyvolat zájem u mladých. Počet jeho následovníků postupně vzrostl až na stovky. Remy sám věřil, že jestliže svět přijal judo, zápas, karate a kung-fu, není důvod, aby nepřijal Arnis jako stejně účinný, ne-li účinnější než jiné druhy bojových umění.
Byl zakladatelm National Amateur Karate Organization (NAKO) a Modern Arnis Federation of the Philippines (MAFP). Byl zvolen viceprezidentem Philippine Arnis Association jejíž prezident je dřívější senátor Rene Espina. Zároveň byl trenérem juda, karate a wrestlingu. V džudu i karate byl držitelem černého pásu (karate – 6 dan).
Filipínci přijímají tuto vzácnou část své kulturní historie a inspirováni Remyho úsilím, zahrnují dnes školy Arnis do svého studijního plánu v rámci tělesné výchovy. Moderní Arnis ušel dlouhou cestu a pohled na něj je neúplný bez znalosti osudu člověka, největšího propagátora, Remyho A. Presase „otce moderního Arnis“.